# Christian Schubert (Mediziner)
Christian Schubert (* 1961 in Oldenburg, Niedersachsen) ist ein deutscher Psychoneuroimmunologe und Universitätsprofessor an der Universitätsklinik für Medizinische Psychologie der Medizinischen Universität Innsbruck.

## Leben und Wirken
Nach seiner Schulausbildung in München, die er im Jahre 1981 mit Abitur abschloss, begann Schubert im selben Jahr ein Studium der Medizin und der Psychologie an der Universität Innsbruck. Mit einer Promotion im Jahre 1992 schloss er seine Studien ab und absolvierte parallel dazu eine Ausbildung zum Psychotherapeuten mit dem Spezialgebiet psychodynamische Psychotherapie. Von 1991 bis 1994 wurde er zum Facharzt für Labormedizin ausgebildet und fungierte nach seinem Studienabschluss von 1992 bis 1995 als wissenschaftlicher Mitarbeiter am Universitätsinstitut für Medizinische Chemie und Biochemie in Innsbruck. Seit 1995 ist er am Aufbau des Labors für Psychoneuroimmunologie (PNI) an der Universitätsklinik für Medizinische Psychologie der nunmehr seit 2005 eigenständigen Medizinischen Universität Innsbruck beteiligt, das er leitet.
2005 absolvierte er ein Forschungsjahr am Department of Psychiatry an der University of California, San Diego; im gleichen Jahr übernahm Schubert die Leitung der Arbeitsgruppe für Psychoneuroimmunologie des Deutschen Kollegiums für Psychosomatische Medizin (DKPM). Von 2013 bis 2020 war Schubert zudem Vorstandsmitglied der Thure von Uexküll-Akademie für Integrierte Medizin (AIM). Neben diversen Auftritten in Radio und Fernsehen schrieb Schubert auch eine Anzahl an Beiträgen in internationalen Fachzeitschriften und veröffentlichte neben diversen Buchkapiteln auch eigene Bücher, wie das Lehrbuch Psychoneuroimmunologie und Psychotherapie (2015) oder das populärwissenschaftliche Sachbuch Was uns krank macht – Was uns heilt: Aufbruch in eine neue Medizin (2016).
Nachdem er im April 2020 Kritik an Kontaktsperren geäußert hatte, forderte er Anfang Oktober 2020 zusammen mit anderen Medizinern der Initiative für evidenzbasierte Corona-Information wie Andreas Sönnichsen und Martin Haditsch auf einer Pressekonferenz eine Rücknahme der Anti-COVID19-Maßnahmen. Der Rektor der Medizinischen Universität Innsbruck, Wolfgang Fleischhacker, distanzierte sich im September 2021 in einem offenen Brief von den von Schubert getätigten Aussagen. In einer Stellungnahme der Medizinischen Universität Innsbruck im Oktober 2021 heißt es, die Äußerungen Schuberts „entsprechen jedoch in keiner Weise der offiziellen Haltung der Medizinischen Universität Innsbruck in diesen Fragen.“ Weiters wurde darin betont, „dass Christian Schubert in diesem Zusammenhang seine Privatmeinung kundtut.“

## Veröffentlichungen (Auswahl)
- Psychoneuroimmunologie und Psychotherapie. 2. Auflage. Schattauer, Stuttgart 2015, ISBN 978-3-608-43046-2.
- Was uns krank macht – Was uns heilt. Aufbruch in eine Neue Medizin. Das Zusammenspiel von Körper, Geist und Seele besser verstehen. Fischer & Gann, Munderfing 2016, ISBN 978-3-903072-17-6.
- Stresstest Corona. Warum wir eine neue Medizin brauchen. Eigenverlag, Innsbruck 2021, ISBN 978-3-7557-5840-2.
- Die Geometrie der Seele. Wie unbewusste Muster das Drehbuch unseres Lebens schreiben. Gräfe und Unzer, München 2023, ISBN 978-3-8338-8831-1.